# Сандби Борг
Сандби Борг (швед. Sandby borg) — это городище примерно в 2 км к юго-востоку от деревни Сёдра Сандби (Södra Sandby) на шведском острове Эланд, которое существует только как руины. Ориентированная с северо-запад на юго-восток крепость расположена примерно в 42 метрах от восточного берега острова в низкой и травянистой местности возле естественной гавани.

## История
Расположение на берегу моря делает Сандби отличным от других крепостей на острове. Форма крепости овальная, внутренние размеры составляют 66—92 метра. Самая высокая на севере и самая низкая на юго-востоке стены толщиной около 4 м. На юго-востоке она находится всего на один метр выше среднего уровня воды, так что во время прилива море почти достигает подножия замка. Частично, вероятно, выровненное место состоит из наклонного плато, в среднем около 2,5 метров над уровнем моря. Геофизические исследования показывают 53 фундамента жилищ.
К западу от укрепления находится несколько параллельных рядов гранитных валунов, возможно, служивших в качестве заграждения. Крепость имеет ворота на юго-востоке и севере. Внутри имеется колодец.
Раскопки укрепления ведутся с 2010 года. Среди прочего, были обнаружены шесть позолоченных пряжек, а также некоторые предметы железного века. Солид, обнаруженный в 2014 году, относится ко времени римского императора Валентиниана III (419—450 н.э.).

## Галерея

Сандби Борг
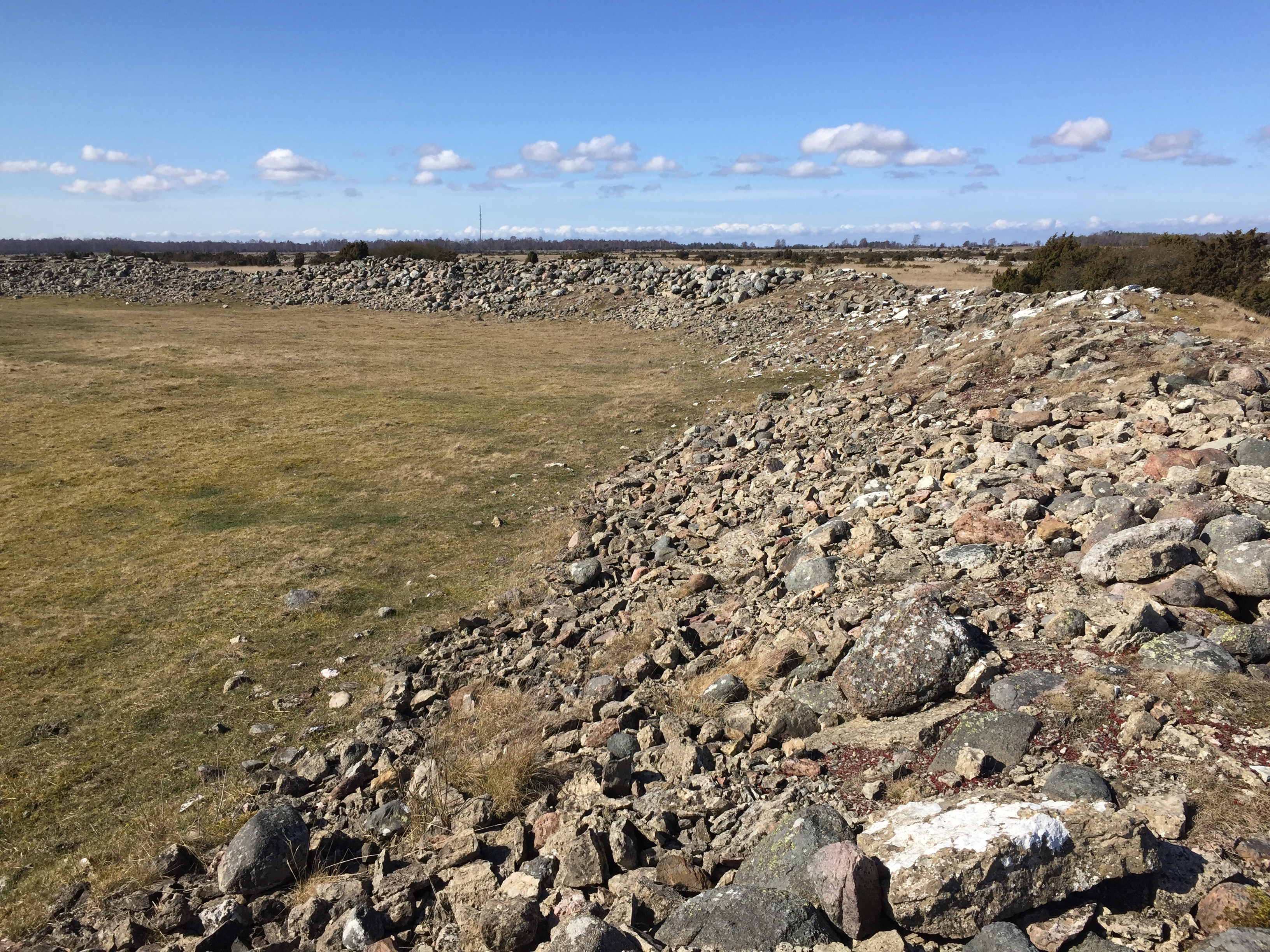
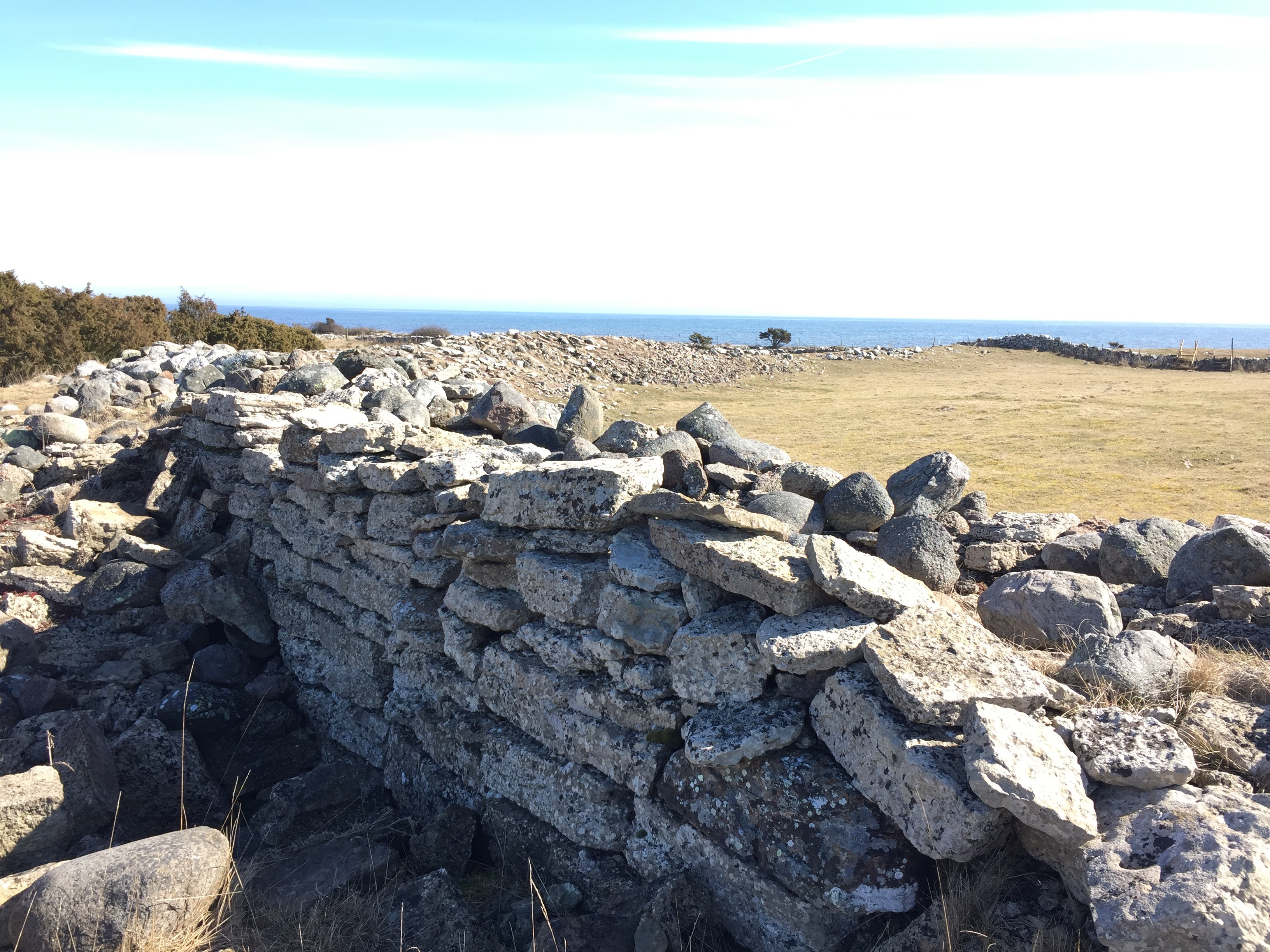
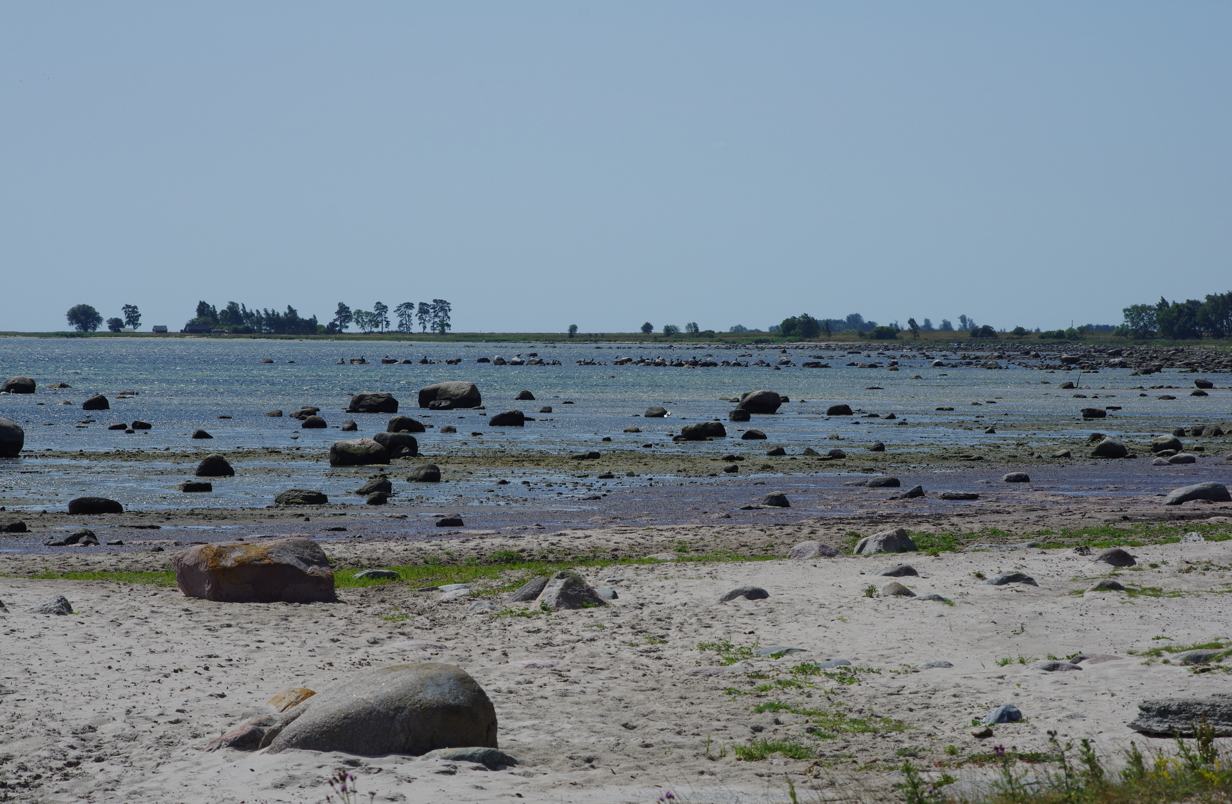
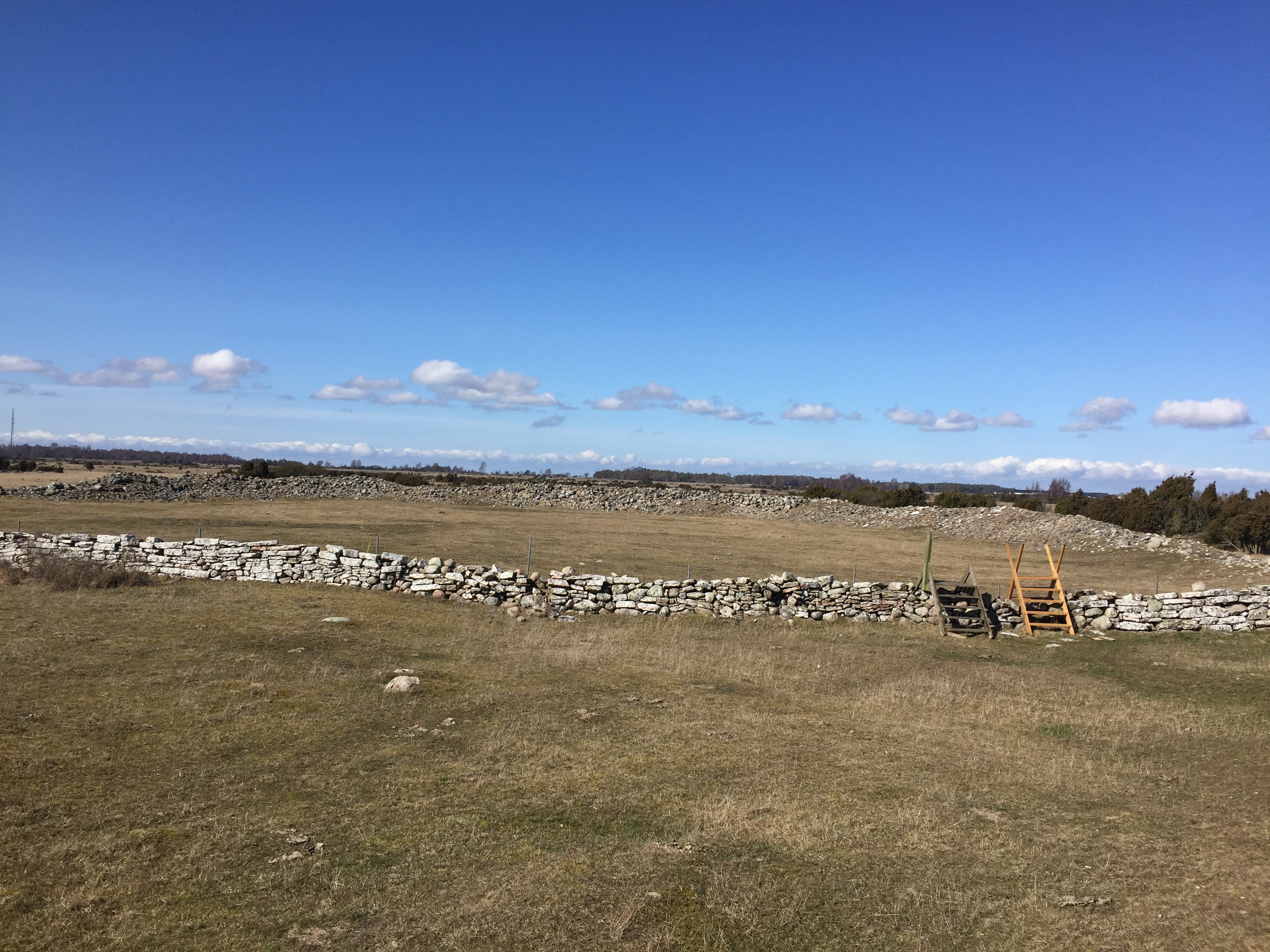